# King for a Day... Fool for a Lifetime
King for a Day... Fool for a Lifetime je páté studiové album skupiny Faith No More, které vyšlo v roce 1995. Na tomto albu již neúčinkuje kytarista Jim Martin, toho nahradil Trey Spruance (ten se však neúčastnil turné podporující toto album, nahradil ho Dean Menta). Na většině písní nezní klávesy, klávesista Roddy Bottum se totiž během nahrávání zhroutil z důvodu smrti svého otce a Kurta Cobaina, s jehož ženou Courtney Love se přátelil (o písni Ricochet se povídá, že vznikla v den Cobainovy smrti, proto se na setlistech skupiny objevovala pod názvem "Nirvana").

## Skladby
| Pořadí | Název                            | Délka |
| ------ | -------------------------------- | ----- |
| 1.     | Get Out                          | 2:17  |
| 2.     | Ricochet                         | 4:28  |
| 3.     | Evidence                         | 4:53  |
| 4.     | The Gentle Art of Making Enemies | 3:28  |
| 5.     | Star A.D                         | 3:22  |
| 6.     | Cuckoo for Caca                  | 3:41  |
| 7.     | Caralho Voador                   | 4:01  |
| 8.     | Ugly in the Morning              | 3:06  |
| 9.     | Digging the Grave                | 3:04  |
| 10.    | Take This Bottle                 | 4:59  |
| 11.    | King for a Day                   | 6:35  |
| 12.    | What a Day                       | 2:37  |
| 13.    | The Last to Know                 | 4:27  |
| 14.    | Just a Man                       | 5:35  |

## Sestava
- Mike Patton – zpěv
- Trey Spruance – kytara
- Billy Gould – baskytara
- Roddy Bottum – klávesy
- Mike Bordin – bicí